# Színátmenetes fonal

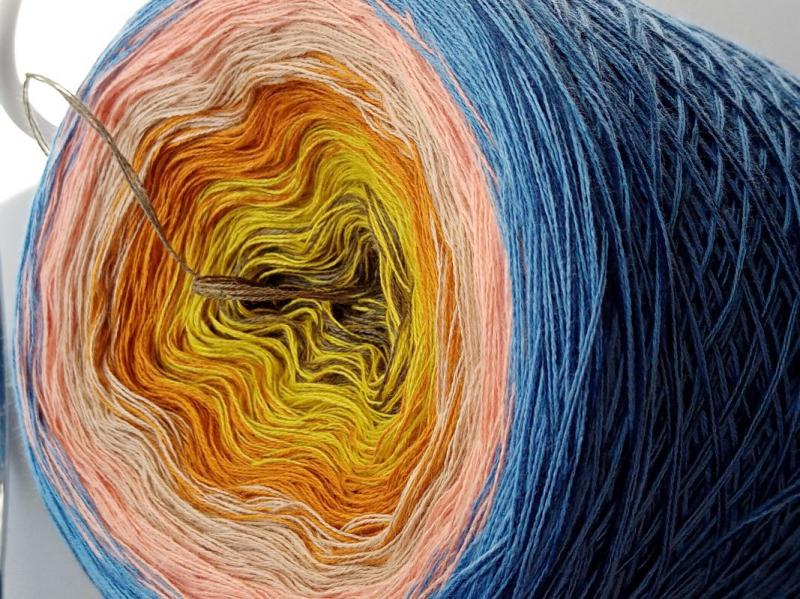
Színátmenetes gombolyag

A színátmenetes fonal olyan fonal, amely fokozatosan változtatja a színét, általában a közepén világosabb színről a végein sötétebbre, a gyártó fokozatos váltást hoz létre egyik színről a másikra. Ezeket a fonalakat horgolásra, kötésre vagy szövésre használják. Sokféle színben és anyagból készülhet.

## Színátmenetes fonalgombolyagok típusai
- Hagyományos színátmenetes gombolyagoknak azokat a fonalgombócokat hívjuk, amelyeket különböző színekből állítanak össze.
- Ombre gombolyagok. Az ombre francia kifejezés, jelentése árnyékolt, és általában a világosról sötétre vagy az egyik színről a másikra történő fokozatos színváltásra utal (azonos színárnyalatok keverednek).

## Alkotások színátmenetes gombolyagokból

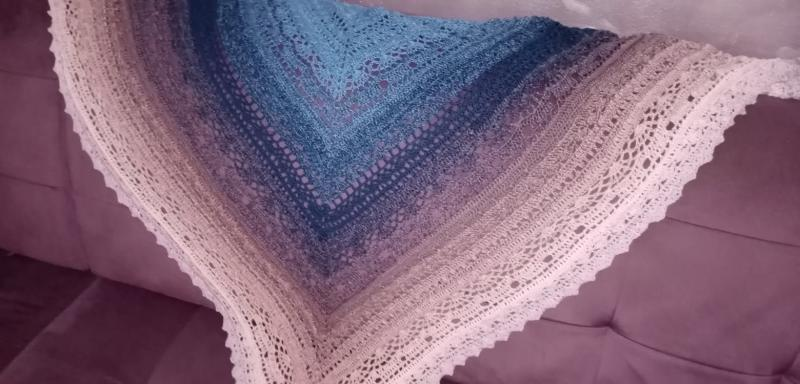
Színátmenetes fonalból készült kendő

A hobbialkotók tevékenységük során különböző termékeket tudnak alkotni a gombolyagokból: kendőket. poncsókat, sálakat és egyéb ruhákat.